# 曹徳旺
曹 徳旺（そう とくおう、1946年5月 - ）は、中華人民共和国の起業家。福耀玻璃工業グループ（福耀集団）の創業者、会長。第12期全国政協委員。

## 経歴
原籍は福建省福清県（現在の福州市福清市）で、1946年5月に上海市に生まれた。父はかつて上海市の有名な永安百貨の株主の一人だった。曹徳旺は16歳で商売を始め、1975年までに5万元余り（現在の2000万元に相当）を蓄積した。1976年、曹徳旺は福清高山鎮の異形ガラス工場で購買員を始めた。1983年、曹徳旺はこの異形ガラス工場を買った。1987年、曹徳旺は福清で福耀玻璃工業グループ（福耀集団）を創立した。

## 家族
- 兄：曹徳淦（中国語版）、福建省人民政府副省長
- 妻：陳鳳英
- 長男：曹代騰
- 次男：曹暉
- 長女：曹艶萍
- 女婿：葉舒